# لوکوترین بی۴
لوکوترین بی۴ (به انگلیسی: Leukotriene B4) با فرمول شیمیایی C20H32O4 یک لوکوترین با شناسه پاب‌کم ۱۶۹ است. که جرم مولی آن ۳۳۶٫۴۶۶ g/mol می‌باشد.
لوکوترین یک خانواده از واسطه‌های التهابی ایکوزانوئیدی است که در لکوسیت هادر اثر اکسیداسیون اسید آراشیدونیک توسط آنزیم 5-لیپوکسیژناز به وجود میآیند. همانطور که از نام آن‌ها پیداست، لوکوترین‌ها برای اولین بار در لکوسیت کشف شد، اما در دیگر سلول‌های ایمنی نیز یافت می‌شود.

## عملکرد
لوکوترین به صورت اوتوکرین ویا پاراکرین و حتی سیستمیک باعث تنظیم عملکرد سلول‌های ایمنی می‌شوند. تولید لوکوترین معمولاً همراه است با تولید هیستامین و پروستاگلاندین‌ها، که به عنوان واسطه‌های التهابی عمل می‌کنند. یکی از اثرات لوکوترین‌ها (به‌طور خاص، لکوترین D4) انقباض در عضلات صاف پوشش تراشه است که تولید بیش از حد آن از علل عمده التهاب در آسم و رینیت آلرژیک است.  آنتاگونیست‌کننده‌های لوکوترین‌ها مانند مونته لوکاست برای درمان این اختلالات توسط مهار تولید یا فعالیت‌های لوکوترین‌ها استفاده می‌شود.